# Meran
Meran (Italiaans: Merano) is na de hoofdstad Bolzano de grootste stad van de Italiaanse autonome provincie Zuid-Tirol. Het inwonertal bedroeg in 2013 ruim 38.000 personen. Volgens de volkstelling in 2001 spreekt 51,5% Duits, 48% Italiaans en 0,5% Ladinisch.
De stad ligt in een dalbekken, op de kruising van het Passeiertal, de Vinschgau en het Ultental en wordt omgeven door bergen met een hoogte van 1500-3335 meter. Sinds de 19e eeuw staat de stad bekend als kuuroord.

## Geschiedenis
Meran was tussen 1418 en 1848 de hoofdstad van het graafschap Tirol. De stad kreeg stadsrechten in de 13e eeuw. Aan het einde van de 14e eeuw verleende hertog Leopold III van Oostenrijk allerlei privileges om de handel in de stad te bevorderen. Toen hertog Frederik IV van Oostenrijk zich in Innsbruck vestigde, verloor de stad zijn vooraanstaande economische positie. Pas tijdens de Tiroolse Volksopstand was Meran weer van enige betekenis: op de Küchelberg boven Meran versloegen de Tiroolse vrijheidsstrijders een leger van Franse en Beierse soldaten.
In 1906 werd station Merano-Meran aangesloten op de Vintzgouwspoorlijn (naar station Malles-Mals) en de Burggrafenspoorlijn (naar station Bolzano-Bozen).
Na de Eerste Wereldoorlog werd Meran, net als de rest van Zuid-Tirol, Italiaans grondgebied. De italianisering (assimilatiepolitiek) zoals werd opgedragen vanuit Rome door het fascistische regime van Benito Mussolini had in Meran echter minder effect dan in de hoofdstad Bozen, mede door tegenwerking van burgemeester Hans Markart. Grote aantallen Italianen vestigden zich met overheidssteun in de stad. De meerderheid van de Zuidtirolers onder de stadsbevolking moest in 1943 op grond van een overeenkomst tussen Hitler en Mussolini de stad verlaten en naar Duitsland vertrekken. Na 1945 kwam slechts een deel van hen terug. Alle Duitse namen voor straten, pleinen, parken, monumentale gebouwen en stadswijken waren ondertussen vervangen door Italiaanse, op basis van de Prontuario dei nomi locali dell'Alto Adige. Ook standbeelden die niet voldeden aan de code van de nationale geschiedenis werden vervangen door historische Italianen. In de jaren vijftig werd tweetaligheid doorgevoerd. 
Na de Tweede Wereldoorlog werd Meran een van de grootste toeristische centra van de regio.

## Sport
Sinds 1994 wordt jaarlijks de halve marathon van Merano gehouden, een hardloopwedstrijd over 21,1 km. In 2022 was de laatste editie. De halve marathon is sindsdien niet meer georganiseerd wegens gebrek aan vrijwilligers

## Stedenbanden
- Pardubice (Tsjechië)
- Salzburg (Oostenrijk)

## Geboren
- Erich Wasmann (1859-1931), Oostenrijks entomoloog en jezuïetenpater
- Cuno Tarfusser (1954), jurist en rechter
- Gloria Guida (1955), actrice
- Günther Steiner (1965), sportmanager
- Armin Zöggeler (1974), rodelaar
- Werner Heel (1982), alpineskiër
- Dominik Paris (1989), alpineskiër
- Omar Visintin (1989), snowboarder
- Patrick Reiterer (1990), autocoureur
- Yvonne Daldossi (1992), schaatsster
- Nadya Ochner (1993), snowboardster

## Galerij

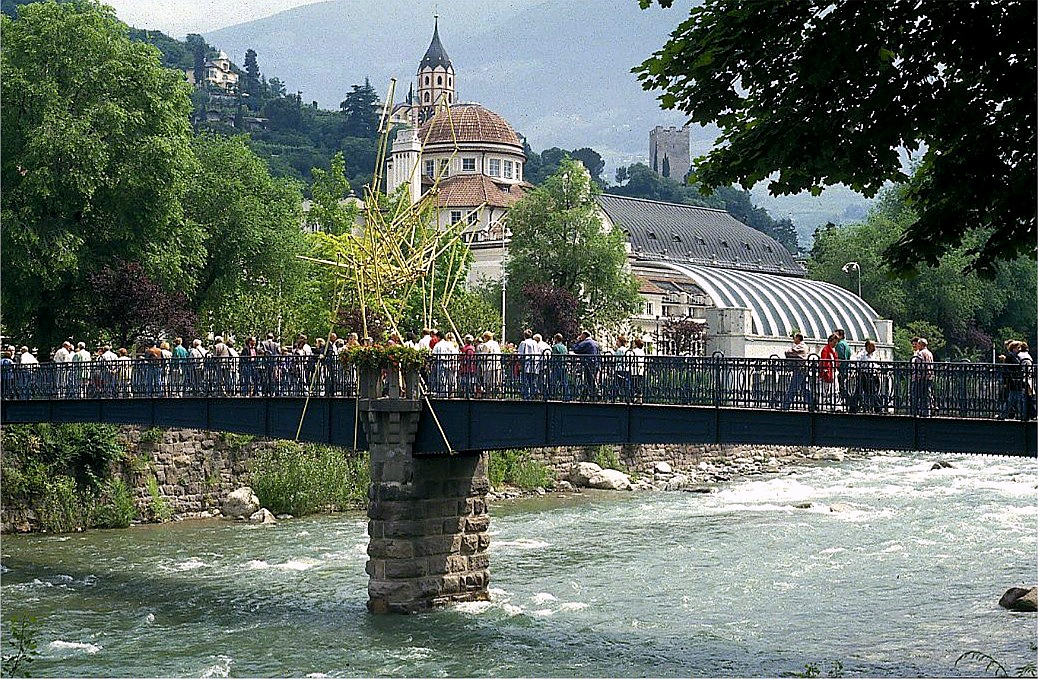
Thermenbrücke in Meran over de Etsch, op de achtergrond het Kurhaus en de toren van de St. Nicolaaskerk
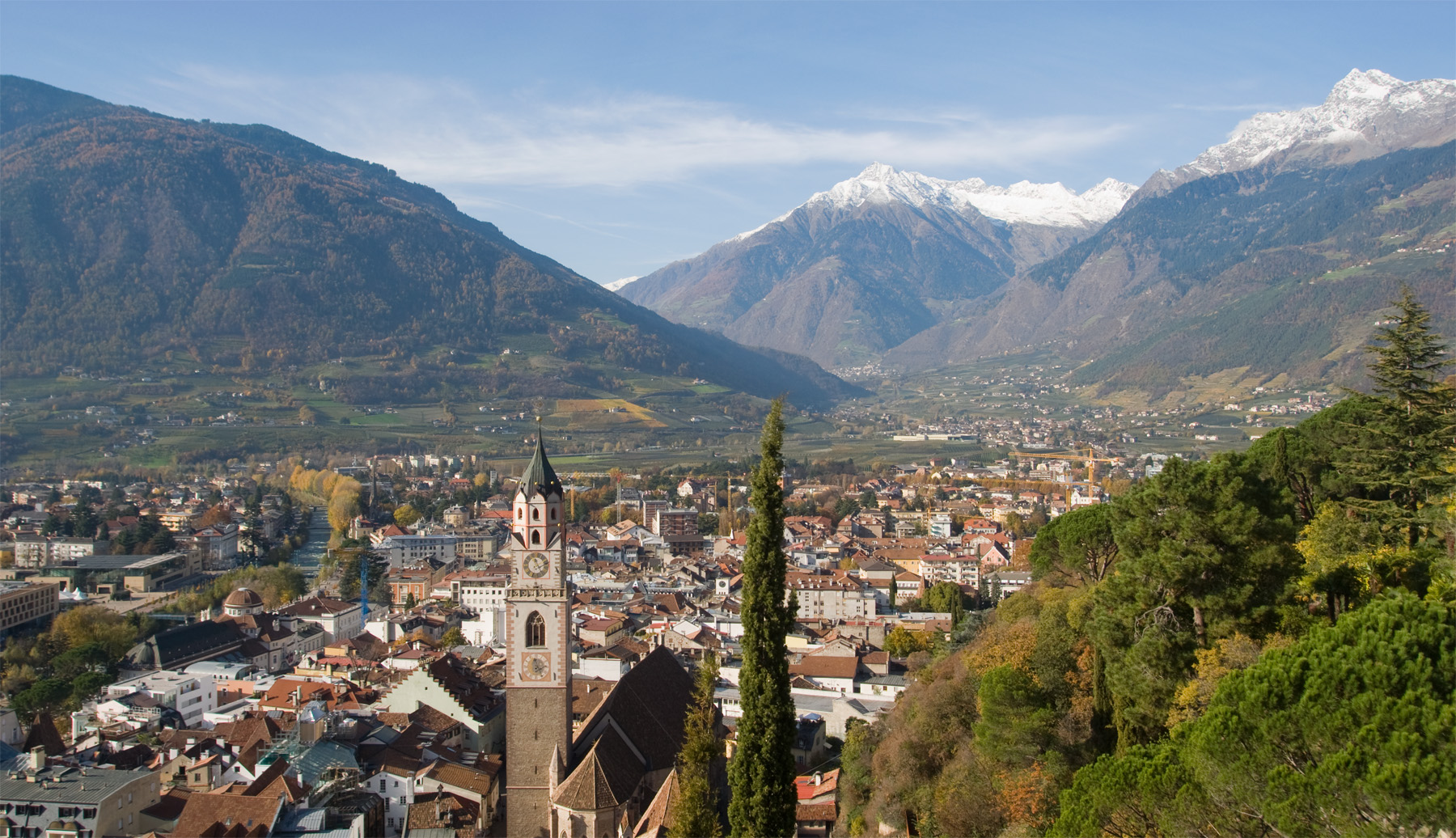
Blik over de stad Meran richting het noorden
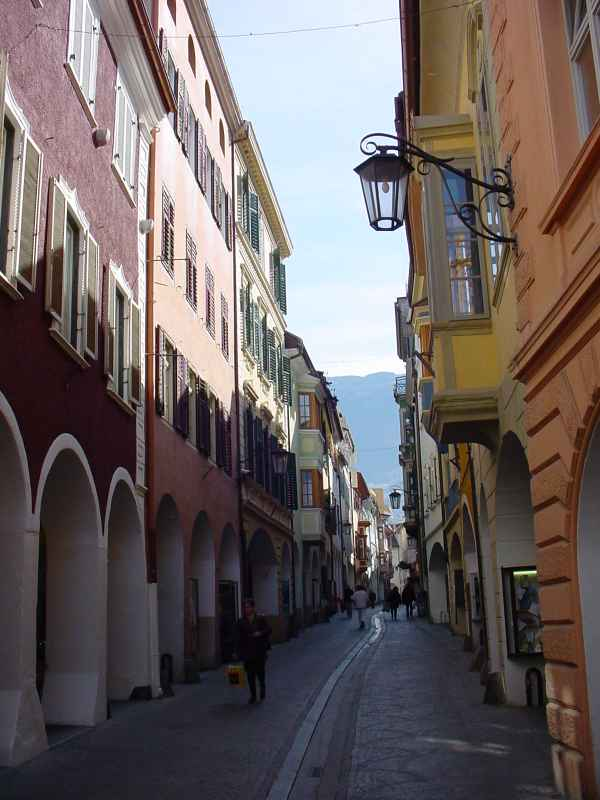
De Laubengasse in Meran